# 潘多拉文件涉及的人物列表
这是潘多拉文件中提到的离岸公司股东、董事和受益人的部分名单。总共有35位现任和前任国家领导人以及来自近100个国家的400名官员出现在泄密名单中。在2021年10月的第一批泄密文件中，有100多名亿万富翁、29000个离岸账户、30名现任和前任领导人以及300名公职人员被点名，相關被瞞稅的資金據報高達32萬億美元。

## 國家元首
- 弗拉基米尔·普京，俄罗斯总统[3]
- 阿卜杜拉二世，約旦國王[4]
- 尼科斯·阿纳斯塔夏季斯，塞浦路斯总统[5]
- 路易斯·阿比納迪爾，多米尼加总统[6]
- 伊利哈姆·阿利耶夫，阿塞拜疆总统[7]
- 米洛·久卡諾維奇，蒙特內哥羅總統[8]
- 乌胡鲁·肯雅塔，肯尼亞總統[8]
- 吉列尔莫·拉索，厄瓜多尔总统[9]
- 阿里·邦戈·翁丁巴，加蓬總統[8]
- 塞瓦斯蒂安·皮涅拉，智利总统[8]
- 德尼·萨苏-恩格索，刚果共和国总统[10]
- 塔米姆·本·哈邁德·阿勒薩尼，卡塔尔埃米尔[11]
- 弗拉基米尔·泽连斯基，烏克蘭總統[12]
- 瑪爾塔·露西亞·拉米雷斯，哥倫比亞副總統（英语：Vice President of Colombia）[13]
- 里卡多·阿爾瓦雷斯·阿里亞斯（英语：Ricardo Álvarez Arias），現任洪都拉斯副總統和前特古西加尔巴市長[14]

### 前國家元首
- 奥拉西奥·卡特斯，前巴拉圭总统[15]
- 塞萨尔·加维里亚·特鲁希略，前哥伦比亚总统[16]
- 安德烈斯·帕斯特拉纳，前哥伦比亚总统[17]
- 佩德罗·巴勃罗·库琴斯基，前秘魯總統[15]
- 波尔菲里奥·洛沃，前洪都拉斯總統[15]
- 里卡多·马蒂内利，前巴拿馬總統[15]
- 埃斯内托·佩雷斯·巴利亚达雷斯，前巴拿馬總統[15]
- 胡安·卡洛斯·瓦雷拉，前巴拿馬總統[15]
- 弗朗西斯科·弗洛雷斯，前萨尔瓦多总统[18]
- 阿爾弗雷多·克里斯蒂亞尼·布爾卡德，前萨尔瓦多总统[18]

## 政府首腦
- 帕特里克·阿奇（英语：Patrick Achi），科特迪瓦总理[19]
- 安德烈·巴比什，捷克总理[20]
- 穆罕默德·本·拉希德·阿勒马克图姆，阿联酋总理及迪拜酋長（英语：Emir of Dubai）[11]
- 納吉布·米卡提，黎巴嫩总理[18]

### 前政府首腦
- 托尼·布莱尔，前英国首相[21]
- 艾雷斯·博尼法西奧·巴普蒂斯塔·阿里（英语：Aires Ali），前莫桑比克总理[18]
- 董建華，前香港特別行政區行政長官[22]
- 梁振英，前香港特別行政區行政長官[22]
- 約翰·達利，前馬耳他總理及歐盟委員會專員[18]
- 洛朗·拉莫特（英语：Laurent Lamothe），前海地總理[18]
- 哈桑·迪亞布，前黎巴嫩总理[23]
- 海姆·拉蒙（英语：Haim Ramon） - 前以色列副總理[24]
- 西尔维奥·贝卢斯科尼，前意大利总理[25]
- 苏赫巴托尔·巴特包勒德，前蒙古總理[18]
- 其米德·赛汗比勒格，前蒙古總理[26]

## 王室
- 胡安·卡洛斯一世，前西班牙國王[27]
- 阿卜杜拉二世，約旦國王[28][29]
- 穆罕默德·本·拉希德·阿勒马克图姆，阿联酋总理及迪拜酋長（英语：Emir of Dubai）[11]
- 哈利法·本·萨勒曼·阿勒哈利法，巴林王室和前巴林首相[18]
- 拉拉哈斯娜（英语：Lalla Hasnaa），摩洛哥公主[11]

## 國際組織首腦
- 多米尼克·斯特劳斯-卡恩，國際貨幣基金組織前總裁[11]
- 穆赫辛·馬佐克（英语：Mohsen Marzouk），阿拉伯民主基金會（英语：Arab Democracy Foundation）秘書長[18]

## 部長
- Jorge Arganis Díaz Leal（英语：Jorge Arganis Díaz Leal），墨西哥交通運輸部長（英语：Secretariat of Communications and Transport (Mexico)）[30]
- 保羅·蓋德斯（英语：Paulo Guedes），巴西經濟部長（英语：Ministry of the Economy (Brazil)）[15][31][32]
- Wopke Hoekstra（英语：Wopke Hoekstra），荷蘭財政部長（英语：List of Ministers of Finance of the Netherlands）及基督教民主黨領袖（英语：Leader of the Christian Democratic Appeal）[33]
- 肖卡特·塔琳（英语：Shaukat Tarin），巴基斯坦財政部長（英语：Finance Minister of Pakistan）[34]
- 莫尼斯·艾拉希（英语：Moonis Elahi），巴基斯坦水資源部長（英语：Ministry of Water Resources (Pakistan)）[35]
- 亞瑟·圖加德（英语：Arthur Tugade），菲律賓交通部書記長（英语：Secretary of Transportation (Philippines)）[36]
- 西尼沙·马利，塞爾維亞財政部長（英语：Ministry of Finance (Serbia)）及前貝爾格萊德市長（英语：Mayor of Belgrade）[37]
- Khan Arif Usmani，巴基斯坦國民銀行（英语：National Bank of Pakistan）行長[38]
- 安吉拉·瑪麗亞·奧羅斯科（西班牙语：Ángela María Orozco），哥倫比亞交通部長（英语：Ministry of Transport (Colombia)） [13]
- 阿末扎希，马来西亚副总理兼马来民族统一机构（巫统）主席。
- 东姑赛夫鲁阿兹，马来西亚国际贸易和工业部部长。

### 前任部長
- Raja Nadir Pervez（英语：Raja Nadir Pervez），前巴基斯坦內政部長（英语：Ministry of Interior (Pakistan)）[39][40]
- 達因·再努丁，前马来西亚财政部长[41]
- 尼魯帕瑪·拉賈帕克薩（英语：Nirupama Rajapaksa），前斯里蘭卡供排水部副部長及前國會議員[42]
- Guillermo Botero，前國防部長、現任哥倫比亞駐智利大使[43]

## 議員
- 冯琪雅，全國人大河南省代表[18]
- 穆罕默德·費薩爾·瓦達（英语：Faisal Vawda），現任參議院議員，前巴基斯坦國民議會議員、前水利部長（英语：水利部長 (巴基斯坦)）
- 莫尼斯·艾拉希（英语：Moonis Elahi），巴基斯坦國民議會議員[44]
- 阿里姆·汗（英语：Aleem Khan），旁遮普省高級部長兼食品部長，旁遮普省議會（英语：Provincial Assembly of the Punjab）議員[45]
- 夏吉爾·梅蒙（英语：Sharjeel Memon） 前信德省議會（英语：Provincial Assembly of Sindh）議員[44]
- 尼爾·巴爾卡特，現任以色列議會議員，前耶路撒冷市長（英语：mayor of Jerusalem）[46]
- 張僑偉（英语：Win Gatchalian），菲律賓參議員[47]
- Aymeric Chauprade（英语：Aymeric Chauprade），前任歐洲議會議員[48]

## 政治人物
- 薩提許·夏馬（英语：Satish Sharma），已故前印度政府聯合內閣成員[49]
- 拿斯利·阿斯富拉（英语：Nasry Asfura），特古西加尔巴市長[14]
- 羅伯托·坎波斯·尼圖（英语：Roberto Campos Neto），巴西中央銀行總裁[15][31][32]
- 海梅·杜蘭·巴爾瓦（英语：Jaime Durán Barba），前阿根廷總統毛里西奧·馬克里顧問[15]
- Zulema María Eva Menem（英语：Zulema María Eva Menem），前阿根廷第一夫人（英语：First Lady of Argentina），阿根廷前總統卡洛斯·梅内姆的女兒[15]
- 丹尼爾·穆尼奧斯，阿根廷前總統内斯托尔·基什内尔秘書[15]
- Julio Scherer Ibarra（西班牙语：Julio Scherer Ibarra），墨西哥總統洛佩斯·奥夫拉多尔的前顧問[15]
- 雷克斯·加查利安（英语：Rex Gatchalian），瓦倫蘇埃拉市市長（英语：Mayor of Valenzuela）[47]
- Andres D. Bautista（英语：Andres D. Bautista），前選舉委員會（英语：Commission on Elections (Philippines)）主席和總統善政委員會（英语：Presidential Commission on Good Government）主席[50]
- Rolando Gapud（英语：Rolando Gapud），商人，已故獨裁者費迪南德·馬科斯的前同事[36]
- Dennis Uy（英语：Dennis Uy），商人，菲律賓駐哈薩克斯坦名譽領事[50]
- Lisandro Junco Riveira，國家稅務和海關總局（英语：National Directorate of Taxes and Customs）主席[51]
- 路易斯·迭戈·蒙萨尔韦，哥伦比亚驻华大使[43]

## 媒體大亨
- Mir Shakil-ur-Rahman（英语：Mir Shakil-ur-Rahman），張氏集團（英语：Jang Media Group）總編輯[52]
- 哈米德·哈魯恩，黎明傳媒集團（英语：Dawn Media Group）首席執行官[52]
- 蘇爾坦·阿里·拉哈尼（英语：Sultan Ali Lakhani），Express Media Group（英语：Express Media Group）首席執行官，前任參議院議員[52]
- 阿里夫·尼扎米（英语：Arif Nizami），已故著名記者和《今日巴基斯坦》編輯[52]
- 康斯坦丁·恩斯特，俄羅斯第一頻道首席執行官[53]

## 商人
- 盛智文，現任蘭桂坊集團主席，前海洋公園董事局主席[26]
- 何鴻燊，前澳門首富[26]
- 安尼尔·安巴尼，印度商人[54]
- John Shaw，印度商人[54]
- 尼拉夫·摩迪（英语：Nirav Modi），印度商人[54]
- 賈維德·阿弗里迪（英语：Javed Afridi），白沙瓦青年（英语：Peshawar Zalmi）所有者，巴基斯坦企業家。
- 瑪麗亞・亞松森・阿蘭布魯沙巴拉（英语：María Asunción Aramburuzabala），墨西哥商人[15]
- 赫爾曼・拉雷亞・莫塔－維拉斯科（英语：Germán Larrea Mota-Velasco），墨西哥商人[15]
- Graeme Briggs，Asiaciti信託（英语：Asiaciti Trust）創始人[55]
- 蔡崇信，阿里巴巴集團董事局副主席[56]
- 杜雙華，中國億萬富翁[57]
- Aco Đukanović（英语：Aco Đukanović），黑山商人[8]
- Blažo Đukanović，黑山商人[8]
- Antonio Jose，vulgo Pai，建築大亨[15]
- 班尼·斯坦梅茨（英语：Beny Steinmetz），以色列商人[54]
- 奧萊加里奧·巴斯克斯·阿爾迪爾（英语：Olegario Vázquez Aldir），墨西哥商人[15]
- 孫正義，日本億萬富翁，科技企業家[58]
- 阿布蒂斯家族，菲律賓商人[50]
- Joselito Campos，Jr.，姚祖烈（英语：Jose Yao Campos）之子，菲律賓商人[59]
- Helen Dee，菲律賓商人和銀行家，楊應琳（英语：Alfonso Yuchengco）之女[59]
- 蓋薩諾家族（英语：Gaisano family），菲律賓商人[59]
- Oscar Hilado，菲律賓商人[59]
- Tantoco家族，菲律賓商人[59]
- Wenceslao家族，菲律賓商人[59]
- 安立奎・拉松（英语：Enrique K. Razon），菲律賓商人[59]
- 施氏家族，菲律賓商人[59]
- 穆罕默德·艾摩西（英语：Mohamed Amersi），英國商人[60]
- 亞歷杭德羅・聖托・多明哥（英语：Alejandro Santo Domingo），哥倫比亞商人[43]
- 路易斯·卡洛斯·沙勉托（英语：Luis Carlos Sarmiento），哥倫比亞商人[43]
- 吉林斯基家族（英语：Isaac Gilinski Sragowicz），哥倫比亞商人[43]
- Eduardo Pacheco Cortés，哥倫比亞商人[43]
- Barberi家族，哥倫比亞商人[43]
- Echavarría家族，哥倫比亞商人[43]
- Corinna zu Sayn-Wittgenstein-Sayn（英语：Corinna zu Sayn-Wittgenstein-Sayn），德國出生的丹麥企業家[61]

## 其他人物
- 安赫尔·迪马里亚，阿根廷足球運動員[62][63]
- 哈维尔·马斯切拉诺，前阿根廷足球运动员[63]
- 温贝托·格隆多纳（西班牙语：Humberto Grondona），阿根廷足球教练[63]

- 卡洛·安切洛蒂，意大利足球經理[64]
- 拉菲爾·阿馬托（英语：Raffaele Amato），意大利犯罪頭目[65]
- 艾爾頓·強，英國歌手[66]
- 林格·斯塔，英國鼓手，披頭士樂隊前成員[66]
- Helena de Chair，雅各·里斯-莫格(下議院領袖)的妻子[67]
- 歌地亞·雪花，德國模特儿[68]
- 胡利奥·伊格莱西亚斯，西班牙歌手[64]
- 馬吉爾‧勃斯（英语：Miguel Bosé），西班牙歌手[69]
- 佩普·瓜迪奥拉，西班牙足球經理[64]
- 李秀满，韓國SM娛樂唱片執行官和唱片製作人[70]
- 謝爾蓋·羅爾杜金（英语：Sergei Roldugin），俄羅斯音樂家[71]
- 斯維特拉娜，據信俄罗斯总统弗拉基米尔·普京情人[71]
- 夏奇拉，哥倫比亞歌手[64]
- 瑞典浩室黑手黨，瑞典樂隊[72]
- 沙奇·德鲁卡，印度板球運動員[54]
- 雅克·维伦纽夫，加拿大賽車手[73]
- 埃尔维斯·斯托克，加拿大花樣滑冰運動員[73]

## 外部連結
Pandora Papers - The Power Players （页面存档备份，存于）